# Alphonse Rabbe
Alphonse Rabbe (ur. 18 lipca 1784 w Riez – zm. 31 grudnia 1829 w Paryżu) – francuski poeta romantyczny, dziennikarz.

## Życiorys
W 1802 opuścił dom rodzinny w Prowansji, by uczyć się malarstwa m.in. w pracowni Davida. Następnie wrócił do Prowansji, by po ukończeniu studiów prawniczych ponownie udać się stolicy i próbować swoich sił jako dramaturg. Następnie zatrudnił się w administracji wojskowej w czasie wyprawy Napoleona przeciwko Hiszpanii, gdzie prowadził również badania historyczne, drukował prace o tej tematyce i publikował artykuły polityczne. Początkowo deklarował poglądy republikańskie, jednak w 1815 zmienił front i poparł Restaurację Burbonów. Nie uzyskawszy z tego tytułu spodziewanych korzyści, ponownie dołączył do opozycji liberalnej i w 1820 zaczął wydawać w Marsylii utrzymany w tym duchu dziennik Le Phocéen. Kilkakrotnie ścigany sądownie z powodu umieszczenia w piśmie artykułów krytykujących rząd, wycofał się z publicystyki politycznej i skupił się na pisaniu tekstów poświęconych sztuce, ujmowanej z liberalnego punktu widzenia. Znany w środowisku romantyków, przyjaźnił się m.in. z Wiktorem Hugo. W piśmie Album opublikował kilka swoich poematów prozą, w tym Centaura i Katastrofę (obydwa w 1822). Pracował również nad obszernym, na poły autobiograficznym Dziennikiem pesymisty, zbiorem wierszy, którego fragmenty opublikował w 1823 na łamach Tablettes universelles. Był również autorem zarysów historii Hiszpanii, Portugalii i Rosji.
Chory na kiłę, którą zaraził się w młodości (prowadził bardzo swobodne życie), od 1825 stopniowo wycofywał się z życia literackiego. Został poważnie zeszpecony i uzależnił się od opium, które brał w celu zmniejszenia doznawanego bólu. W grudniu 1829 popełnił samobójstwo, przyjmując śmiertelną dawkę tej substancji. W 1825 jego siostrzeniec opublikował niedokończony Dziennik pesymisty.